# Vézaponin
Vézaponin település Franciaországban, Aisne megyében. Lakosainak száma 114 fő (2022. január 1.). Vézaponin Épagny, Morsain, Selens, Tartiers és Trosly-Loire községekkel határos.

## Népesség
A település népessége az elmúlt években az alábbi módon változott:
| Lakosok száma | 121  | 110  | 117  | 124  | 132  | 134  | 125  | 119  | 116  | 114  |
|               | 1968 | 1982 | 1990 | 2006 | 2013 | 2015 | 2017 | 2019 | 2020 | 2022 |